# Oreilla
Oreilla (in catalano Orellà) è un comune francese di 27 abitanti situato nel dipartimento dei Pirenei Orientali nella regione dell'Occitania.

## Società

### Evoluzione demografica
Abitanti censiti